# Dermophis donaldtrumpi
Dermophis donaldtrumpi é o nome  planeado para uma espécie de cobra-cega, a ser nomeada a partir de Donald Trump. A espécie foi descoberta no Panamá.
O direito de nomear a espécie foi leiloada pelo Rainforest Trust por 25.000 dólares e comprado pela EnviroBuild, uma empresa de materiais de construção sustentáveis. O dinheiro obtido pela venda do direito a nomear a Dermophis donaldtrumpi e outras 11 novas espécies irá para a conservação dos habitats dessas espécies.
Aidan Bell, proprietário da EnviroBuild, nomeou a espécie a partir de Trump para chamar a atenção para as políticas de Trump sobre as alterações climáticas e o perigo que representam de causar extinção de espécies. Bell disse que "É o nome perfeito. Cecília [cobra-cega] vem do latim caecus, singificando «cego», espelhando perfeitamente a vistão estratégica que o Presidente Trump tem  mostrado consistentemente acerca das alterações climáticas".